# RAX-2
RAX-2 (Radio Aurora Explorer 2) es un satélite CubeSat construido como una colaboración entre SRI International y los estudiantes de la Facultad de Ingeniería de la Universidad de Míchigan. Fue lanzado el 28 de octubre de 2011 a las 09:48:02 UTC por un cohete Delta II.

## Diseño
Con la excepción de los paneles solares, los diseños de RAX-1 y RAX-2 son en gran medida idénticos. RAX-1 y RAX-2 son 3U CubeSats estándar con dimensiones físicas de aproximadamente 10 cm x 10 cm x 34 cm y una masa de 2,8 kg.